# Катериновка (Житомирский район)
Катериновка (укр. Катеринівка) — село на Украине, находится в Житомирском районе Житомирской области.
Код КОАТУУ — 1822083802. Население по переписи 2001 года составляет 99 человек. Почтовый индекс — 12421. Телефонный код — 412. Занимает площадь 0,534 км².
Находится в 2 км от села Корчак. Рядом есть лес.

## Адрес местного совета
12421, Житомирская область, Житомирский р-н, с. Корчак, ул. Ленина, 24; тел. 49-99-35.